# Хроматографија
Хроматографија (од грч. χρώμα:chroma, боја грч. γραφειν:grafein писати) је назив за групу лабораторијских техника за раздвајање компоненти смеша. Под хроматографијом се подразумевају различите методе које се заснивају на различитој расподели компонената узорка између две фазе, од којих је једна мобилна а друга стационарна. Хроматографске методе укључују кретање смеше која се испитује и која је растворена у мобилној фази и креће се кроз стационарну фазу. Овом техником се делови смеше раздвајају на компоненте (квалитативна анализа) и омогућава да се у каснијој фази методе компонента анализира и квантитативно. Другим речима, хроматографија је аналитичка метода која омогућава раздвајање и квантитативно одређивање супстанци које су по структури сличне и имају сличне хемијске особине.
Хроматографија може бити аналитичка и препаративна. Препаративне хроматографске методе се баве раздвајањем компоненти смеше ради даље анализе и сматрају се и методом пречишћавања. Овај процес је повезан са већим трошковима због начина производње. Са друге стране аналитичке хроматографске методе, где се ради са релативно малим количинама узорка, одређују процентуални однос компоненти неке смеше. Ова два типа се међусобно не искључују.

## Историја
Прву хроматографску технику је пронашао руски ботаничар Михаил Цвет 1900. године током свог истраживања хлорофила. Користио је стаклену колону која је садржавала калцијум карбонат да би раздвојио биљне пигменте. Ову методу је описао 30. децембра 1901. године на 11. Конгресу натуралиста и доктора (рус. XI съезд естествоиспытателей и врачей) у Санкт Петербургу. Занимљиво је да Микхаилово презиме на руском језику значи боја, тако да је могуће да је хроматографију назвао по свом презимену.
Године 1952, британски научници .Арчер Џон Портер Мартин и Ричард Лоренс Милингтон Синг су добили Нобелову награду за хемију за своје откриће партиционе хроматографије. Од тада, хроматографија се брзо развија. Научници су убрзо открили да се принципи Цветове хроматографије могу применити на различите начине и варијанте. У исто време, побољшане су и унапређене техничке перформансе хроматографије, омогућавајући раздвајање веома сличних молекула.

## Појмови у хроматографији
- Аналит је супстанца која се раздваја, анализира;
- Аналитичка хроматографија се користи за квалитативно и квантитативно одређивање присуства аналита у узорку.
- Препаративна хроматографија служи за припрему и пречишћавање аналита (не и за анализу).
- Хроматограф је хроматографски инструмент;
- Хроматограм је визуелни приказ резултата хроматографског поступка.
- Елуент је компонента сепарационог система који покреће узорак преко стационарне фазе.
- Ефлуент је комплетна мобилна фаза која прелази преко стационарне фазе[9];
- Мобилна фаза је покретна фаза. Мобилна фаза може бити течна (LC) или гасовита (GC). мобилна фаза се састоји од носиоца аналита и аналита;
- Стационарна фаза је непокретна фаза преко-кроз коју пролази мобилна фаза са аналитом и која има функцију раздвајања аналита на саставне делове.
- Ретенционо време је време за које аналит прође кроз хроматографски систем под одређеним условима (температура и притисак);

## Класификација хроматографкох метода
Хроматографске методе се деле према физичком стању фаза, према физичко-хемијским реакцијама које се дешавају приликом раздвајања компоненти или механизму раздвајања.

### Подела према физичком стању фаза
- Течна хроматографија:
  - Адсорпциона (течно/чврсто), , HPLC
  - Јонска
  - Ексклузиона
  - Партициона (течно/течно)
- Гасна хроматографија:
  - Гас/течно
  - Гас/чврсто
- Суперкритична флуидна хроматографија

### Подела према облику система
- Колонска хроматографија
- Планарна хроматографија, TLC

### Подела према механизму раздвајања
- Јоноизмењивачка (јонска) хроматографија
- Ексклузиона хроматографија

## Хроматографске технике

### Гасна хроматографија
Гасна хроматографија (GC) је метода раздвајања и детекције органских једињења, мада је исто могуће анализирати и неких неорганских гасова. Метода је настала 1950. и развијена током следећих година, тако да је прерасла у једну сасвим одвојену грану хроматографије.
Принцип гасне хроматографије је раздвајање гасног узорка који је ношен инертним гасом, који служи као мобилна фаза и течне или чврсте стационарне фазе. Инструмент са којим се служи приликом рада са овом хроматографском методом је гасни хроматограф. Као гас носач се најчешће користи, у зависности од врсте узорка и детектора, хелијум, азот, водоник или смеша Аргона и метана.
Узорак се у колону уноси помоћу инјектора. Колоне за раздвајање могу бити паковане и капиларне. Унутрашњи зидове капиларних колона су обично пресвучени чврстом порозном материјом или вискозном течношћу. Гасни хроматограф може користити више врста детектора, чији избор зависи од компоненте која се анализира
.

### Течна хроматографија
Течна хроматографија је хроматографска метода раздвајања супстанци на основу дистрибуције између чврсте стационарне и течне мобилне фазе.
Течна хроматографија се дели на класичну течну хроматографију (LC) и течну хроматографију високих перформанси (HPLC). Класична користи велике колоне, дужине до 50 cm, паковане порозним материјалом а мобилна фаза пролази кроз стационарну силом гравитације, па у данашње време се више не сматра за довољно ефикасну. Течна хроматографија високих перформанси (HPLC) је модернија аналитичка техника код које се мобилна фаза доводи помоћу пумпе. Узорак се убацује помоћу инјектора. Колоне за HPLC су пуњене са  или неким полимером.
Постоје више врста детектора, најчешћи су UV-VIS, фотодиодни, флуоросцентни и електрохемијски.
Течна хроматографија се такође разликује на основу поларности где су фазе нормалне или обрнуте. Раздвајање са нормалним фазама подразумева да је стационарна фаза поларна (силикатна), а мобилна фаза је неполарна (хексан).
Код раздвајања на обрнутим фазама стационарна фаза је неполарна (нпр. C-18 угљоводоници), а мобилна фаза је поларна (нпр. вода или метанол).

### Танкослојна хроматографија
Танкослојна хроматографија је хроматографска метода која користи танки слој (0,10 – 0,25 mm) апсорбујућег материјала као што су силикагел, алуминијум оксид или целулоза, који се наноси на носач који може бити од стакла, алуминијума или пластике. Узорак се раствара у одговарајућем растварачу и наноси се у облику капљице на површину плоче. Плоча се затим уноси у комору на чијем дну се налази растварач који капиларним силама пролази кроз адсорбенс носећи са собом компоненте узорка које се расподељују на различитим удаљеностима на плочи, што је у ствари и сврха ове методе да би се омогућила идентификација појединих компонената техником развијања боје или под ултраљубичастим светлом (UV).

### Јоноизмењивачка хроматографија
Јоноизмењивачка хроматографија је хроматографска метода која као стационарну фазу користи полимерне смоле (најчешће полистиренске умрежане помоћу дивинил-бензена), на коју су ковалентном везом везане јонске функционалне групе. Те групе су неутралисане јонима супротног поларитета и могу бити замењени јонима који су присутни у испитиваном узорку. У зависности од афинитета, јони ће се задржавати на стационарној фази у различитом временском периоду, што омогућава њихово раздвајање. Уопштено речено, јоноизмењивач најлакше везује јоне веће количине наелектрисања и мањег радијуса. Као мобилна фаза најчешће се користе пуфери.

### Ексклузиона хроматографија
Ексклузиона хроматографија је хроматографска метода код које се одвајање компоненти врши на основу различите величине честица. Као стационарна фаза користи се порозни материјал које могу бити силикагел или полимерне смоле. Мање честице улазе у поре стационарне фазе и време задржавања им је дуже. Веће честице брже пролазе кроз стационарну фазу и на тај начин време задржавања на стационарној фази је у функцији величине честица и долази до раздвајања различитих компонената испитиваног узорка.
Ова врста хроматографије се зове и гел-филтрација или хроматографија на хроматографским ситима (SEC). Ова метода је погодна за раздвајање протеина.

### Суперкритична флуидна хроматографија
Суперкритична флуидна хроматографија је хроматографска метода код које је мобилна фаза гас на температури и притиску изнад критичних вредности. Под овим критичним условима мобилна фаза је суперкритични флуид, није ни гас ни течност. Суперкритични флуиди имају вискозност сличну гасовима и лако пролазе кроз различите врсте колона које су у употреби (капиларне или пуњене). Густина суперкритичних флуида је блиска течностима и понашају се као растварачи. Најчешће се користи CO2 јер се релативно лако постижу његове критичне вредности 31 °C и 7.386,592,5 kPa.

### Симулирано покретно стационарно фазна хроматографија
У хроматографији симулирано покретно стационарно фазна (СМБ) техника је варијанта високо перформативне течне хроматографије; користи се за раздвајање појединих делова или читавих једињења које је тешко или немогуће другачије раздвојити. Ова продужена сепарација је постигнута помоћу серијско повезаних колона и вентила која омогућују, теоретски, продужавање стационарне фазе у бескрај.
Конструкција
Симулирано покретно стационарно фазна хроматографија (СМБ), је систем који има две или више идентичне колоне, које су повезане за пумпу мобилне фазе а свака појединачно је повезана једна за другу. Спајање се врши на следећи начин:
a) све колоне су повезане серијски, независно од позиције цеви-вентила;
b) свака од позиција вентила посебно преспаја колоне у могуће секвенце постојећих колона;
и
c) све варијације позиција вентила омогућују спајање колона у посебну тражену секвенцу.